# كسوف الداروينية
استخدم جوليان هكسلي عبارة كسوف الداروينية لوصف الحالة قبل ما أسماه التوليف الحديث، في وقت كان فيه التطور مقبولًا على نطاق واسع في الأوساط العلمية ولكن قلة قليلة نسبيًا من علماء الأحياء يعتقدون أن الانتقاء الطبيعي كان آليته الأساسية. استخدم مؤرخو العلوم مثل بيتر جيه. بولر، نفس العبارة تسميةً للفترة من تاريخ الفكر التطوري التي تمتد بين عام 1880 وعام 1920، عندما طُوّرت وبُحثت واستُكشفت بدائل للانتقاء الطبيعي. اعتبر العديد من علماء الأحياء الانتقاء الطبيعي تخمينًا خاطئًا من جانب تشارلز داروين، أو على الأقل ذات أهمية ضئيلة نسبيًا. اقترحوا مصطلحًا بديلًا، هو بينية الداروينية، لتفادي أي معنى ضمني غير صحيح بأن الكسوف المفترض للداروينية قد سبقته فترة من البحث الدارويني القوي.
بينما كانت هناك تفسيرات عديدة للتطور ومنها المذهب الحيوي ونظرية الكوارث والبنيوية خلال القرن التاسع عشر، لم يبق إلا أربعة بدائل رئيسية للانتقاء الطبيعي في نهاية القرن العشرين، وهي:
- التطور الإلهي: هو الاعتقاد بأن الله وجه التطور بشكل مباشر.
- اللاماركية الجديدة: هي الفكرة القائلة بأن التطور كان مدفوعًا بوراثة الخصائص المكتسبة خلال حياة الكائن الحي.
- التطور الموجه: هو الاعتقاد بأن الكائنات الحية تأثرت بالقوى الداخلية أو قوانين التنمية التي دفعت التطور في اتجاهات معينة
- التطفرية: هي فكرة أن التطور كان إلى حد كبير نتاج طفرات أوجدت أشكالًا أو أنواعًا جديدة في خطوة واحدة.

اختفى التطور الإلهي إلى حد كبير من الأدبيات العلمية بحلول نهاية القرن التاسع عشر عندما أصبحت الاستعانة المباشرة بتفسيرات خارقة للطبيعة غير علمية. كان للبدائل الأخرى متابعات مهمة في القرن العشرين، وهي لم تسقط من البيولوجيا السائدة إلا عندما جعلت التطورات في علم الوراثة احتمالية حدوثها شبه مستحيلة، وعندما أظهر تطور علم الوراثة القوة التفسيرية للانتقاء الطبيعي. كتب إرنست ماير أنه حتى عام 1930، كانت معظم الكتب المدرسية تدرّس هذه الآليات غير الداروينية وتؤكّد عليها.

## السياق
قُبلت حقيقة التطور على نطاق واسع في الأوساط العلمية خلال سنوات قليلة من نشر كتاب أصل الأنواع، لكن قبول الانتقاء الطبيعي كآلية دافعة له كان أقل بكثير. أثيرت ستة اعتراضات على النظرية في القرن التاسع عشر:
1. كان السجل الأحفوري متقطعًا، ما يشير إلى وجود ثغرات في التطور.[8]
2. احتسب الفيزيائي لورد كلفن عام 1862 أن الأرض كانت ستبرد خلال 100 مليون سنة أو أقل من تكوينها، وهو وقت قليل جدًا لحدوث التطور.
3. كان يُعتقد أن العديد من البِنى كانت غير قابلة للتكيف (بدون وظيفة)، لذلك لا يمكن أن تتطور بالانتقاء الطبيعي.
4. يبدو أن بعض البِنى تطورت وفق أنماط منتظمة، مثل عيون الحيوانات غير ذات الصلة مثل الحبار والثدييات.
5. كان يقال إن الانتقاء الطبيعي ليس بمبدعٍ، وأن أغلب التباينات لم يكن ذات قيمة على الأرجح.
6. أشار المهندس فليمينغ جنكين عام 1868، وهو محق بإشارته، أن الوراثة الخلطية التي يفضلها داروين ستعارض عمل الانتقاء الطبيعي.[9][10]

اعترف كل من داروين ومؤيده المقرب توماس هنري هكسلي بأن الانتقاء الطبيعي قد لا يكون التفسير الكامل للتطور؛ كان داروين على استعداد لقبول قدر من اللاماركية، في حين كان هكسلي مرتاحًا لكل من التغير المفاجئ (التطفري) والتطور الموجه.
بحلول نهاية القرن التاسع عشر، وصل انتقاد الانتقاء الطبيعي لدرجة أن كتب عالم النبات الألماني إبرهارد دينيرت عام 1903، «إننا نقف الآن على فراش الموت للداروينية»، وفي عام 1907 في جامعة ستانفورد، أكد عالم الحشرات، فيرنون ليمان كيلوغ، الذي كان من مؤيدي الانتقاء الطبيعي، أنّ «... الحقيقة العادلة هي أن نظرية الانتقاء الطبيعي الداروينية، التي تدّعي انها قادرة على تقديم تفسير ميكانيكي كافٍ مستقلٍ للتسلسل (النسب)، يُشكك اليوم بمصداقيتها بشكل خطير في عالم البيولوجيا»، لكنه أضاف أن هناك مشاكل تحول دون قبول أي من البدائل الأخرى على نطاق واسع، لأن الطفرات الكبيرة تبدو غير شائعة، ولا يوجد أي دليل تجريبي على الآليات التي يمكن أن تدعم اللاماركية أو التخليق. كتب إرنست ماير أن دراسة استقصائية للأدب التطوري وكتب البيولوجيا أظهرت أنه حتى عام 1930 كان الاعتقاد بأن الانتقاء الطبيعي هو العامل الأهم في التطور وجهة نظر الأقلية، وكان عدد قليل جدًا من علماء الوراثة يؤيدون خيار الانتقاء الطبيعي.

## النظريات المناهضة للداروينية خلال الكسوف

### التطور الإلهي
تطور العلم البريطاني في أوائل القرن التاسع عشر على أساس اللاهوت الطبيعي، الذي رأى أن تكيف الأنواع الثابتة هو دليل على أنها خُلقت خصيصًا لتصميم إلهي هادف. ألهمت المفاهيم الفلسفية للمثالية الألمانية مفاهيم خطة من الخلق المتناغم، والتي وفّقها ريتشارد أوين مع اللاهوت الطبيعي كنمط من التماثل يظهر دليلًا على التصميم. هذا ورأى لويس أغاسيز أن نظرية الاستعادة ترمز إلى نمط من تسلسل المخلوقات تكون فيها البشرية هدفًا للخطة الإلهية. عام 1844، كيّف فيغتيز مفهوم أغاسيز في نظرية التطور الإلهي.

### اللاماركية الجديدة
في أواخر القرن التاسع عشر، ارتبط مصطلح اللاماركية الجديدة بموقف علماء التاريخ الطبيعي الذين رأوا أن وراثة الخصائص المكتسبة هي الآلية التطورية الأكثر أهمية. من بين المدافعين عن هذا الرأي نجد الكاتب البريطاني والناقد داروين صمويل بتلر وعالم الأحياء الألماني إرنست هيكل وعالم الحفريات الأمريكي إدوارد درينكر كوب وألفيوس حياة وعالم الحشرات الأمريكي ألفيوس باكارد. لقد اعتبروا جميعًا أن اللاماركية أكثر تقدمية وبالتالي هي أسمى فلسفيا من فكرة داروين في الانتقاء الطبيعي الذي يعمل على تغيّر عشوائي.
تأثر الكثير من مؤيدي اللاماركية الجديدة من الأمريكيين بلويس أغاسيز، وكان عدد منهم، من بينهم حياة وبكارد، طلابه. كان لدى أغاسيز رؤية مثالية للطبيعة مرتبطة باللاهوت الطبيعي وتؤكد أهمية اللنظام والنمط. لم يقبل أغاسيز التطور مطلقًا على عكس أتباعه، لكنهم واصلوا برنامجه للبحث عن أنماط منظمة في الطبيعة، والتي اعتبروها متوافقة مع العناية الإلهية، وفضلوا آليات تطورية مثل اللاماركية الجديدة واستقامة التطور التي يمكن أن تنتجها.

### استقامة التطور
استقامة التطور أو التطور التدريجي أو التقدم التطوري، هو الفرضية البيولوجية بأن الكائنات الحية لديها ميل فطري للتطور في اتجاه محدد نحو هدف ما (الغائية) بسبب بعض الآليات الداخلية أو بسبب «قوة دافعة». وفقًا للنظرية، فإن للاتجاهات الأكبر في التطور هدفٌ مطلق مثل زيادة التعقيد البيولوجي. من الشخصيات التاريخية البارزة التي دافعت عن بعض أشكال التقدم التطوري نجد جان بابتيست لامارك، وبيير تيهارد دي تشاردين، وهنري بيرغسون.
قدم وليم هاكي مصطلح استقامة التطور عام 1893 وأشاعه ثيودور إيمر بعد خمس سنوات. رفض مؤيدو استقامة التطور نظرية الانتقاء الطبيعي كآلية التنظيم في التطور واستبدلوها بنموذج مستقيم للتطور الموجه. مع ظهور التركيب الحديث الذي دُمج فيه علم الوراثة مع التطور، تخلى علماء الأحياء إلى حد كبير عن استقامة التطور وغيرها من البدائل.

### التطفرية
كانت الطفرة فكرة أن أشكالًا وأنواعًا جديدة نشأت بقفزة واحدة نتيجة لطفرات كبيرة. كان ينظر إليها على أنها بديل أسرع بكثير من مفهوم الداروينية الذي يتحدّث عن تغيرات صغيرة تحدث عن طريق الانتقاء الطبيعي. كانت التطفرية شائعة لدى علماء الوراثة الأوائل مثل هوغو دي فريس، الذي ساعد مع كارل كورينس على إعادة اكتشاف قوانين الوراثة التي وضعها جريجور مندل عام 1900.
أكدت نظرية التطور بالطفرة التي وُضعت عام 1901 أن الأنواع مرت بفترات تطفّر سريع، ربما نتيجة للضغط البيئي، يمكن أن تُنتج طفرات متعددة أو أنواع جديدة كليًا في بعض الحالات خلال جيل واحد. صاحب هذا النظرية كان هوغو دي فريس.

## نهاية الكسوف
خلال الفترة الممتدة بين عامي 1916 و1932، تطور علم الوراثة البشرية إلى حد كبير من خلال عمل علماء الوراثة أمثال رونالد فيشر وسيول رايت. اعترفت أعمالهم أن الغالبية العظمى من الطفرات حصلت نتيجة تأثيرات صغيرة ساعدت على زيادة التباين الوراثي لأحد المجتمعات بدلاً من خلق أنواع جديدة في خطوة واحدة كما افترض التطفريون. لقد تمكنوا من إنتاج نماذج إحصائية لعلم الوراثة شملت مفهوم داروين للانتقاء الطبيعي باعتباره القوة الدافعة للتطور.